# Cairo (Missouri)
Cairo è un villaggio degli Stati Uniti d'America, situato nello Stato del Missouri, nella contea di Randolph.